# Maria Kraichel
Maria Kraichel (* 3. Mai 1878 in Baden als Maria Triletty; † 26. November 1954 in Wien) war eine österreichische Politikerin (SDAP). Von 1919 bis 1927 war sie Abgeordnete zum Landtag von Niederösterreich.
Sie besuchte die Volks- und Bürgerschule in Baden und bildete sich an der zweijährigen höheren Fortbildungsschule und Handelsschule in Wien weiter. In der Folge arbeitete sie als Beamtin in Baden und wurde 1918 dort in den Gemeinderat gewählt. Sie vertrat die Sozialdemokratische Arbeiterpartei (SDAP) ab dem 20. Mai 1919 im Niederösterreichischen Landtag, wobei sie während der Loslösungsphase Wiens von Niederösterreich (siehe Trennungsgesetz) zwischen dem 11. November 1920 und dem 11. Mai 1921 der Kurie Niederösterreich Land angehörte. Kraichel blieb bis zum 20. Mai 1927 Abgeordnete zum Landtag. Nach dem Ausschluss aus ihrer in Sozialdemokratische Partei Österreichs (SPÖ) umbenannten Partei im September 1947 trat sie der Kommunistischen Partei Österreichs (KPÖ) bei.
Kraichel wurde als Maria Triletty geboren und hieß in erster Ehe Brunner; ihr Mann verstarb. Sie war in zweiter Ehe verheiratet mit Rudolf Kraichel (1890–1960), der als Obmann des KPÖ-nahen Bundes demokratischer Lehrer und Erzieher aktiv war.